# Жутово 2-е
Жутово 2-е (рос. Жутово 2-е) — село у Октябрському районі Волгоградської області Російської Федерації.
Населення становить 754 особи. Входить до складу муніципального утворення Жутовське сільське поселення.

## Історія
Село розташоване у межах українського історичного та культурного регіону Жовтий Клин.
Згідно із законом від 15 грудня 2004 року № 968-ОД  органом місцевого самоврядування є Жутовське сільське поселення.

## Населення
| 2010 |
| ---- |
| 754  |